# Malabarbarbett
Malabarbarbett (Psilopogon malabaricus) är en fågel i familjen asiatiska barbetter inom ordningen hackspettartade fåglar. Den förekommer enbart i sydvästra Indien. Arten minskar i antal, men beståndet anses vara livskraftigt.

## Utseende
Malabarbarbetten är en liten (16–17 cm), knubbig och grön barbett med rödaktiga ben och fötter. Den är mycket lik ceylonbarbetten, men är något större, något gulare undertill och svagt fläckad på bröst och flanker samt har rött istället för gult på kind, ögonbryn och strupe.

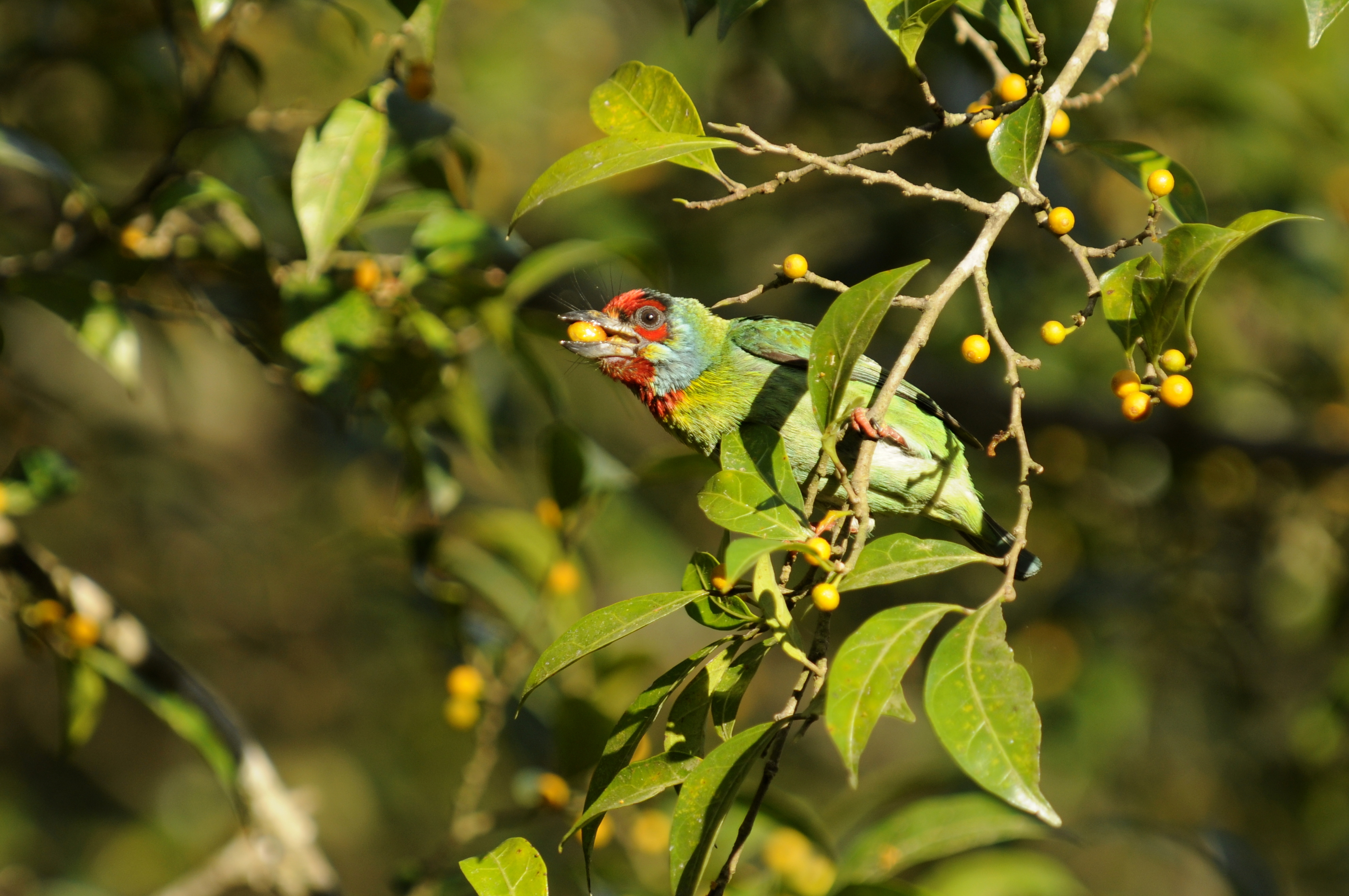

## Utbredning och systematik
Fågeln återfinns i sydvästra Indien, från Goa och söderut till Kerala och västra Tamil Nadu. Den behandlas som monotypisk, det vill säga att den inte delas in i några underarter. Tidigare betraktades den vara en underart till P. rubricapillus, som nu urskiljs som ceylonbarbett.

### Släktestillhörighet
Arten placerades tidigare liksom de allra flesta asiatiska barbetter i släktet Megalaima, men DNA-studier visar att eldtofsbarbetten (Psilopogon pyrolophus) är en del av Megalaima. Eftersom Psilopogon har prioritet före Megalaima, det vill säga namngavs före, inkluderas numera det senare släktet i det förra.

## Status och hot
Arten har ett stort utbredningsområde men tros minska i antal, dock inte tillräckligt kraftigt för att den ska betraktas som hotad. Internationella naturvårdsunionen IUCN kategoriserar därför arten som livskraftig (LC).

## Namn
Malabar är ett område i södra Indien mellan Västra Ghats och Arabiska havet, belägen på Malabarkusten i nuvarande delstaten Kerala.